# Nervo ileoinguinale
Il nervo ileoinguinale è un nervo misto che origina dal ramo anteriore del 1° nervo lombare del plesso lombare e comprende fibre provenienti esclusivamente da L1.

## Territorio di innervazione
La componente muscolare innerva i muscoli dell'addome; la parte cutanea innerva la cute della regione ipogastrica, della natica, dei genitali esterni e della faccia mediale della coscia.

## Decorso
Il nervo decorre al di sotto del nervo ileoipogastrico seguendone il percorso al davanti del muscolo quadrato dei lombi. Fornisce rami muscolari per la parete addominale e un ramo cutaneo per la natica. Giunto a livello della spina iliaca anterosuperiore si divide in un ramo addominale e uno genitale.

### Ramo addominale
Il ramo addominale è quello più sottile. Continua il percorso del nervo ileoinguinale procedendo fra i muscoli della parete addominale fino al muscolo retto. Innerva i muscoli dell'addome e la cute della regione ipogastrica.

### Ramo genitale
Il ramo genitale entra nel canale inguinale assieme all'analogo ramo del nervo ileoipogastrico. Fornisce un'innervazione cutanea alla faccia mediale della coscia e a parte dei genitali esterni (scroto nel maschio e grandi labbra nella femmina).